# Stephan Thönneßen
Stephan Thönneßen (* 20. März 1962 in Köln) ist ein ehemaliger deutscher Säbelfechter und Teilnehmer an den Olympischen Spielen 1988 in Seoul.  Er focht beim TSV Bayer Dormagen.
Im Jahr 1978 wurde Thönneßen deutscher Juniorenmeister im Säbelfechten. Bei den Aktiven wurde er im Jahr 1986 bei den deutschen Meisterschaften zweiter, ein Jahr später dritter. Bei den Olympischen Spielen in Seoul nahm er im Einzel und mit der Mannschaft teil. Im Einzel schied er als letzter seiner Halbfinalrunde aus und wurde 23. Die Mannschaft (Thönneßen, Becker, Kempenich, Nolte, Schneider) schied in der Viertelfinalrunde aus und belegte den sechsten Platz.
Beruflich führte Thönneßen 21 Jahre einen Buchladen. Er engagiert sich vielseitig ehrenamtlich.